# Abgar Dpir
Abgar Dpir (örményül: Աբգար Դպիր; Tokat, 1520 körül – 1572 körül) örmény nyomdász, telepes és pap. Az elsők között állított fel nyomdát Konstantinápolyban. Híres könyvnyomtató Hakob Megapart mellett. A 16. század végi örmény felszabadító mozgalom kiemelkedő alakja volt.

## Élete
A törökországi Tokatban született. Tipográfiát tanult Velencében. IV. Piusz pápától megkapta a megfelelő engedélyt, és megalapította a nyomdáját. Több könyvet tett közzé 1565 és 1569 között, köztük az örmény nyelv ábécéjét (փոքր քերականություն կամ այբբենարան), Kalendáriumot és Zsoltárt is megjelentetett.

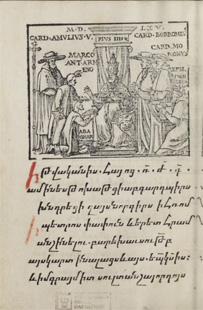
Abgar Dpir, Zsoltár, 1565

Abgar hamarosan Konstantinápolyba költözött, ahol folytatta kiadói tevékenységét. 1567-ben elsők között állított fel nyomdát a nagyvárosban. A nyomdát Nikodémosz Metaxasz építette Angliából hozott alkatrészekből.
Ez jelentős hatással volt Nyugat-Örményországra (a török területen élő örményekre) és a mediterrán világra. A legfigyelemreméltóbb a kulturális fejlődés volt, főleg a telepesek azon munkája révén, hogy visszaállítsák az örmény kultúra ismeretét a nyomtatott kiadványok segítségével.
Ezek a tevékenységek megmutatták, hogy készek bekapcsolódni az európai reneszánszba, és gyorsan vállalták honfitársaik nyugati ismereteinek bővítését. Az örmények a keresztes hadjáratok során is segítséget nyújtottak, ami elősegítette a gregorián és a római katolikus egyházak közötti jó kapcsolatok kialakulását.

## Fordítás
- Ez a szócikk részben vagy egészben  az   Apkar Tebir című angol Wikipédia-szócikk ezen változatának fordításán alapul.  Az eredeti cikk szerkesztőit annak laptörténete sorolja fel. Ez a jelzés csupán a megfogalmazás eredetét és a szerzői jogokat jelzi, nem szolgál a cikkben szereplő információk forrásmegjelöléseként.